# Zawodśke (obwód połtawski)
Zawodskie (ukr. Заводське) – miasto na Ukrainie w obwodzie połtawskim. Ośrodek przemysłu spożywczego.
W 1989 liczyła 10 076 mieszkańców.
W 2013 liczyła 8612 mieszkańców.